# Levoncourt (Haut-Rhin)
Levoncourt település Franciaországban, Haut-Rhin megyében. Lakosainak száma 250 fő (2022. január 1.). Levoncourt Courtavon és Oberlarg községekkel határos.

## Népesség
A település népességének változása:
| Lakosok száma | 244  | 246  | 240  | 241  | 248  | 250  | 250  | 250  |
|               | 2013 | 2015 | 2017 | 2018 | 2019 | 2020 | 2021 | 2022 |